# TMK 2300
ТМК 2200-К је нископодни трамвај произведен у компаније Кротрам. У возном парку Загребачког електричног трамваја носи ознаку ТМК 2300. У односу на претходни модел из серије ТМК 2200, ова серија трамваја има два модула мање, односно краћи је 11,26 метара, те сходно томе има 72 путничка места мање. Трамвај је прилагођен загребачкој саобраћајној мрежи. У трамвају се истовремено може превозити 130 особа, а уграђено је и 8 преклопних седишта.
У Загребу је први трамвај из ове серије пуштен у саобраћај 23. децембра 2009. године (ознака 2301).

## Техничке карактеристике
Возило је подељено у три међусобно зглобно повезана модула. Предњи и задњи модул опремљени су возним постољима, док је средњи модул зглобовима спојен са суседним модулима (нема осовљен на постоље).
Трамвајско возило има четворо врата, по једна на предњем и задњем модулу и двоја врата на средњем модулу.
На крову се налазе уређаји са енергетском електроником и главним осигурачима, опрема за климатизацију, вентилацију и грејање, пантограф, одводник пренапона, конвертори и отпорници.